# One by One (canción)
«One by One» (en español: Uno por uno) es una canción de género Rock/Pop/R&B escrita por Anthony Griffiths y fue utilizada por Cher como sencillo del álbum It's a Man's World.

## Información general
«One by One» fue escrita por el músico Anthony Griffith en 1987 para su banda The Real People, la cual sería el primer sencillo lanzado de su álbum homónimo en 1991, sin embargo y por cuestiones de desacuerdos en la banda, la canción no se incluyó. 
En 1995, Cher grabó la canción para su vigésimo segundo álbum It's a Man's World, utilizándola como segundo sencillo en Europa y primero en Estados Unidos. La canción era prácticamente desconocida antes que Cher la lanzara en su álbum.
Aunque Cher lanzaría primero el sencillo «Walking In Memphis» en Europa, «One by One» resultó ser más exitosa, logrando el puesto 7 en las listas del Reino Unido, la versión remix alcanzó buenas posiciones en el Billboard Dance Club Play o en el Adult Contemporary Tracks pero no en el Hot 100 donde fue un fracaso total.

## Videoclip
El video original fue lanzado exclusivamente para Reino Unido, este sigue el concepto de la historia de una pareja infeliz que lucha contra sus problemas, pero más tarde se dan cuenta de que el amor que los une es más grande que cualquier obstáculo.  
Cuando el video se lanzó en Estados Unidos, la versión era casi igual; sin embargo, algunas escenas nuevas fueron añadidas y otras fueron retiradas, el principio de la canción era también muy diferente a la versión europea. 
Por último, el tercer video remix estuvo encargado de Dan Rucks, más conocido como Dan-O-Rama, este mezcló la versión europea con la americana, tiempo después la versión remix oficial estuvo a cargo de Junior Vasquez.

## Formatos y Pistas del Sencillo
One by One EE.UU CD Single
1. One by One (Album Version)
2. I Wouldn't Treat a Dog (The Way You Treated Me)
3. One by One (Original UK Album Version)

One by One EE.UU CD Maxi-Single
1. One by One
2. I Wouldn't Treat a Dog (The Way You Treated Me) [Non-album Track]
3. One by One (Junior Vasquez Club Vocal Mix)
4. One by One (Junior Vasquez Club Dub)
5. One by One (X Beat Mix)
6. One by One (X Beat Dub)

One by One Europa CD Single
1. One by One
2. If I Could Turn Back Time
3. It's a Man's Man's Man's World

## Listas
| Chart (1996)                            | Posición Más Alta |
| --------------------------------------- | ----------------- |
| Billboard Hot 100                       | 52                |
| Billboard Hot 100 Singles Sales         | 52                |
| Billboard Hot Dance Club Play           | 7                 |
| Billboard Hot Dance Singles Sales       | 6                 |
| Billboard Hot Adult Contemporary Tracks | 9                 |
| Argentina Singles Chart                 | 93                |
| Europa Singles Chart                    | 34                |
| Italia Singles Chart                    | 16                |
| Irlanda Singles Chart                   | 13                |
| UK Singles Chart                        | 7                 |

- Datos: Q1224693